# Bambichl (Gemeinde Fuschl)
Bambichl ist ein Weiler bei Fuschl am See im Bundesland Salzburg.
Bambichl liegt südöstlich von Fuschl und südöstlich des Bambichls, eines 878 Meter hohen Berges, und ist ein Ortsteil der Gemeinde Fuschl am See, in dem sich zwei größere landwirtschaftliche Anwesen befinden. Durch den Ort führt der Bambichlrundweg, ein leicht zu begehender Wanderweg, der in Fuschl beginnt und auf schattigen Waldwegen, Forststraßen und verkehrsarmen Nebenstraßen wieder zurück nach Fuschl führt.